# Yuanzhou, Yichun
Yuanzhou är ett stadsdistrikt och säte för stadsfullmäktige i Yichun i Jiangxi-provinsen i södra Kina.